# هانس رودولف سیلمن
هانس رودولف سیلمن (انگلیسی: Hans Rudolf Spillmann؛ زادهٔ ۷ january ۱۹۳۲ (۹۳ سال)) ورزشکار ورزش تیراندازی اهل سوئیس است.
وی در مسابقات کشوری و بین‌المللی در مجموع برندهٔ ۲ مدال نقره شده‌است.